# Kapitalomkostninger
Kapitalomkostninger betegner i driftsøkonomien omkostningen til forrentning og afskrivning af den bundne kapital.
| Økonomi | Spire Denne artikel om økonomi er en spire som bør udbygges. Du er velkommen til at hjælpe Wikipedia ved at udvide den. |